# Burgruine Waischenfeld

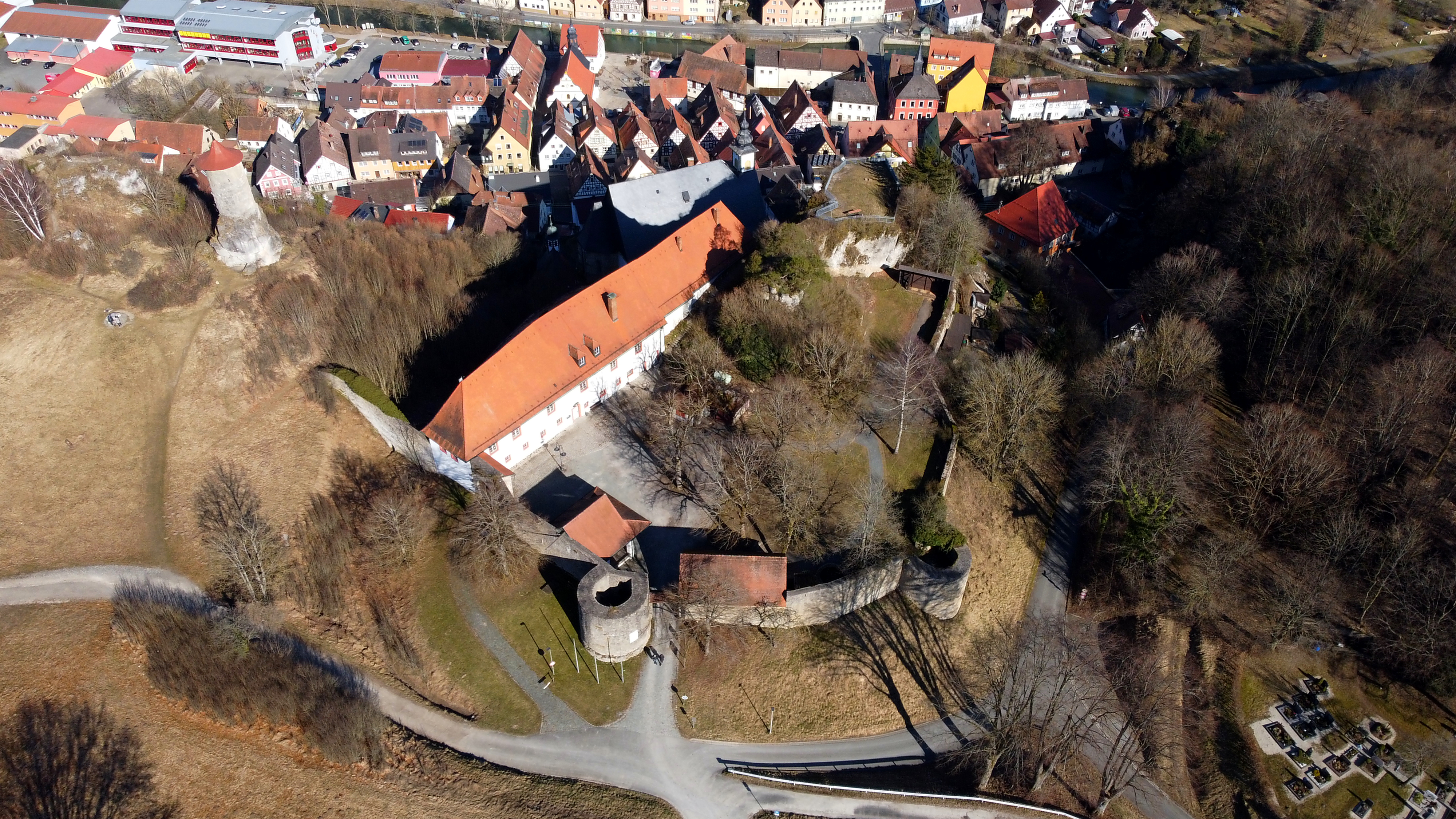
Die Burgruine Waischenfeld aus der Luft (März 2022)

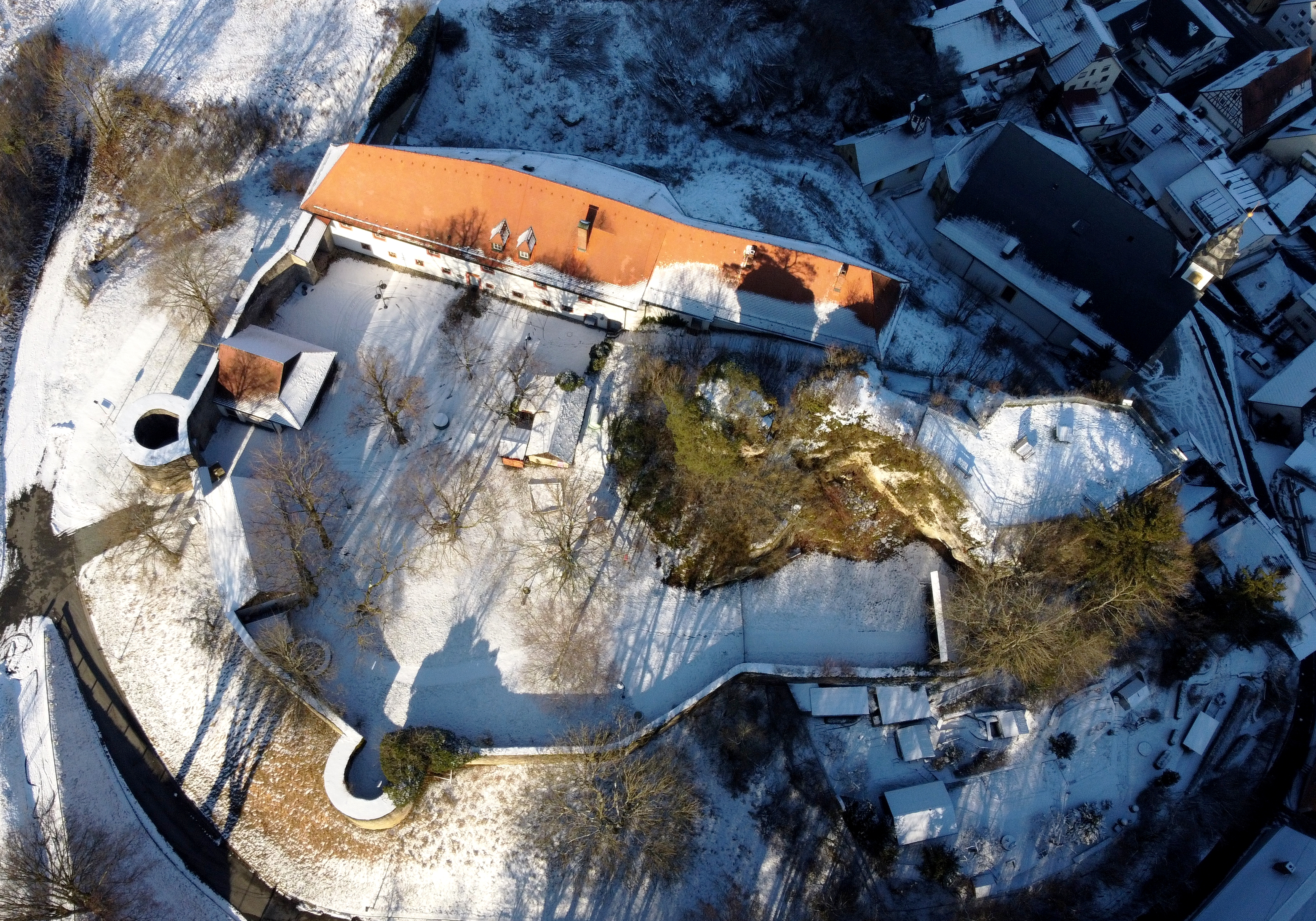
Die Burgruine Waischenfeld (Hauptburg). Luftbild aus Richtung Süden (Januar 2024)

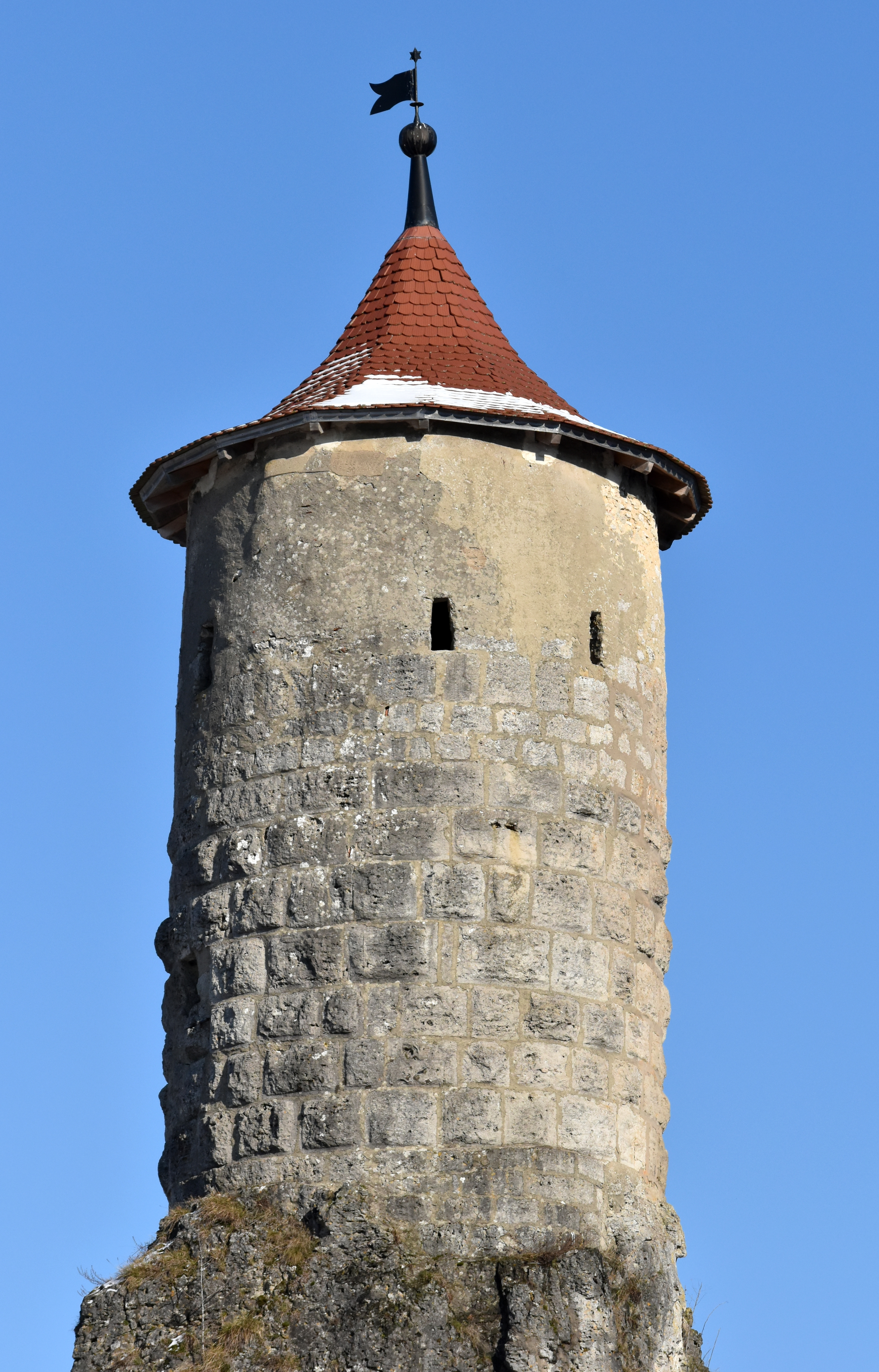
Romanischer Rundturm „Steinerner Beutel“

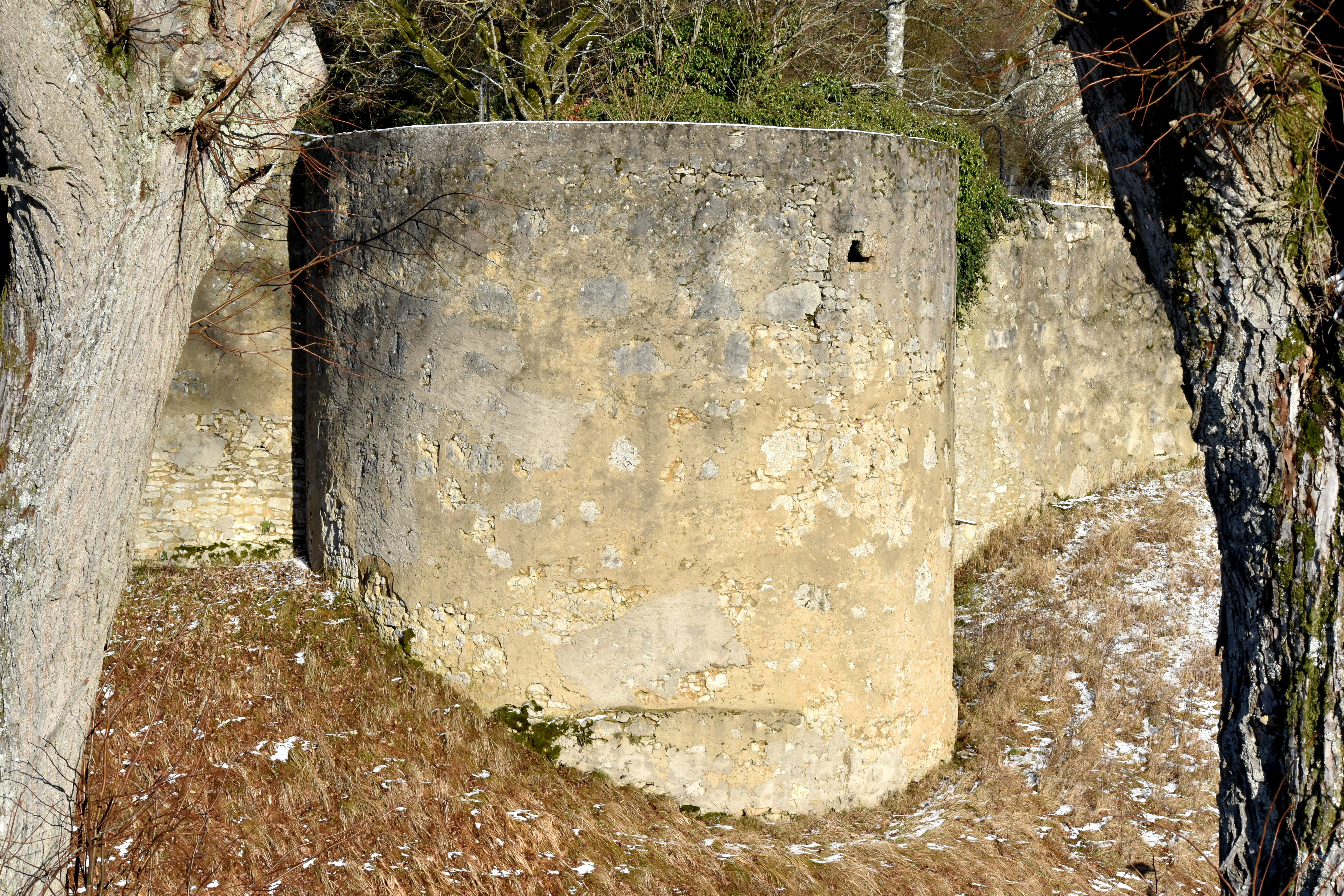
Burgruine Waischenfeld. Artillerieturm

Die Burgruine Waischenfeld ist die Ruine einer Felsenburg auf einem Felsplateau am westlichen Stadtrand von Waischenfeld in Oberfranken.

## Geschichte

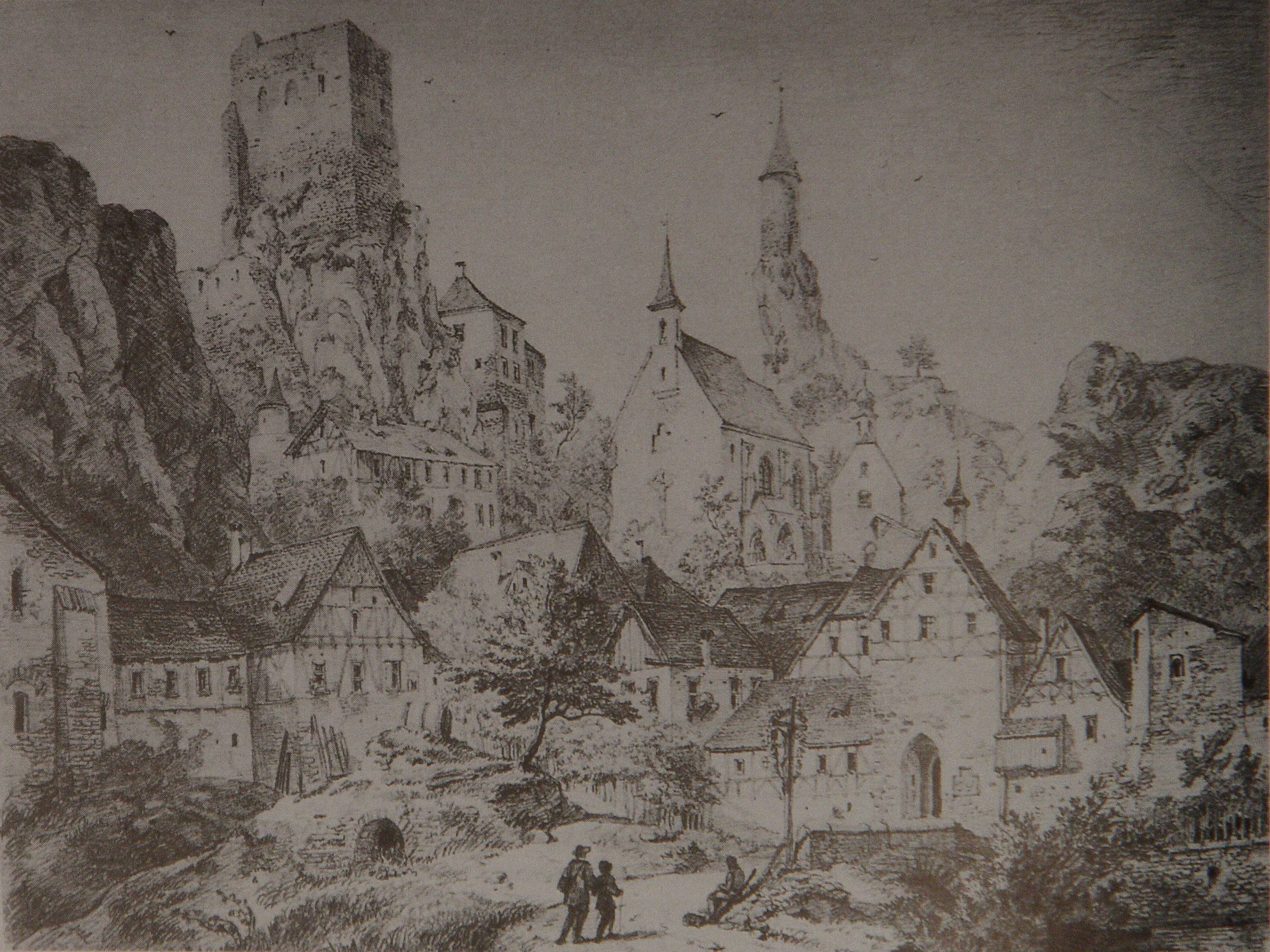
Burg Waischenfeld, Bleistiftzeichnung (um 1839) von Domenico Quaglio

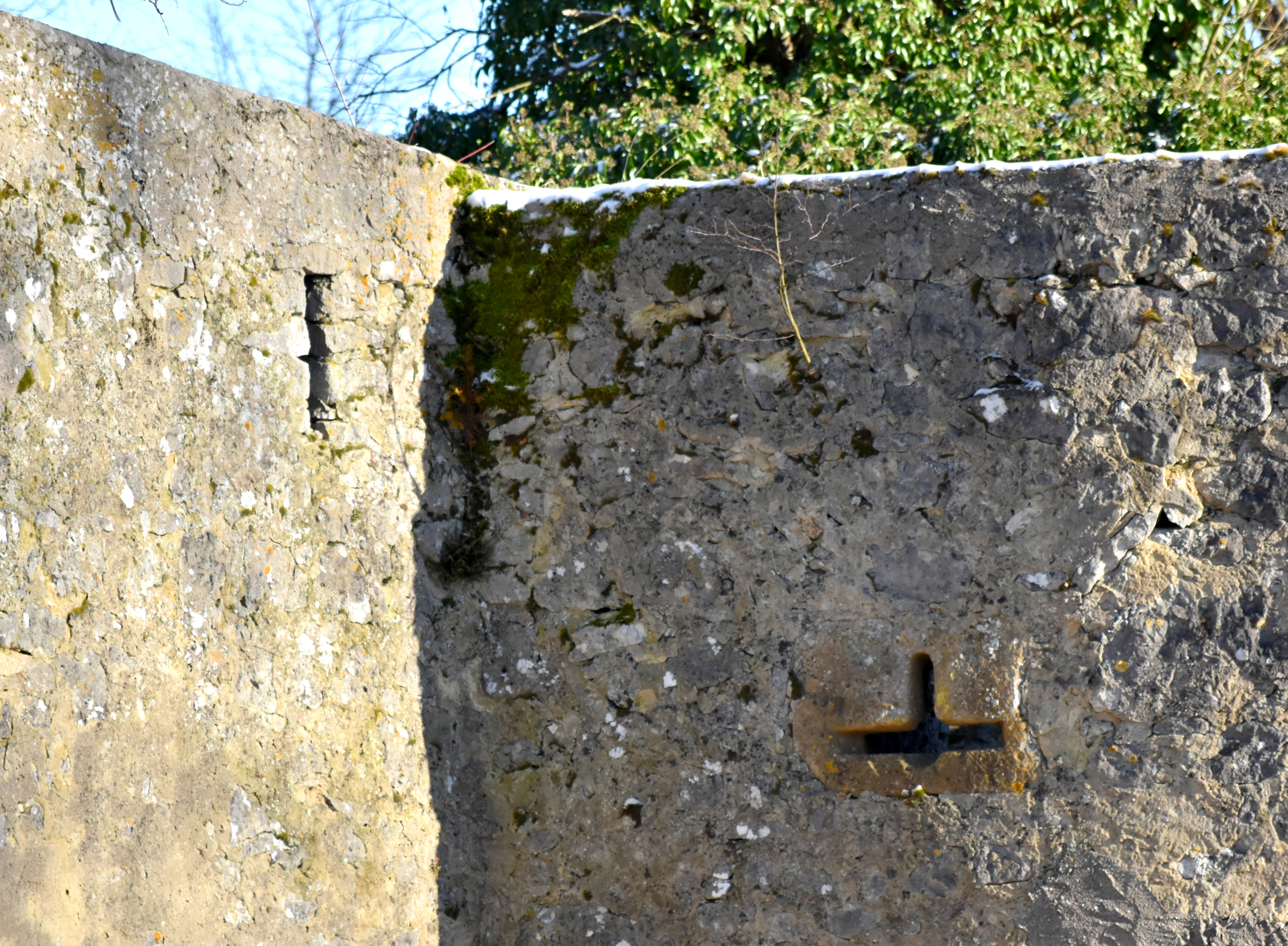
Burgruine Waischenfeld. Schießscharten

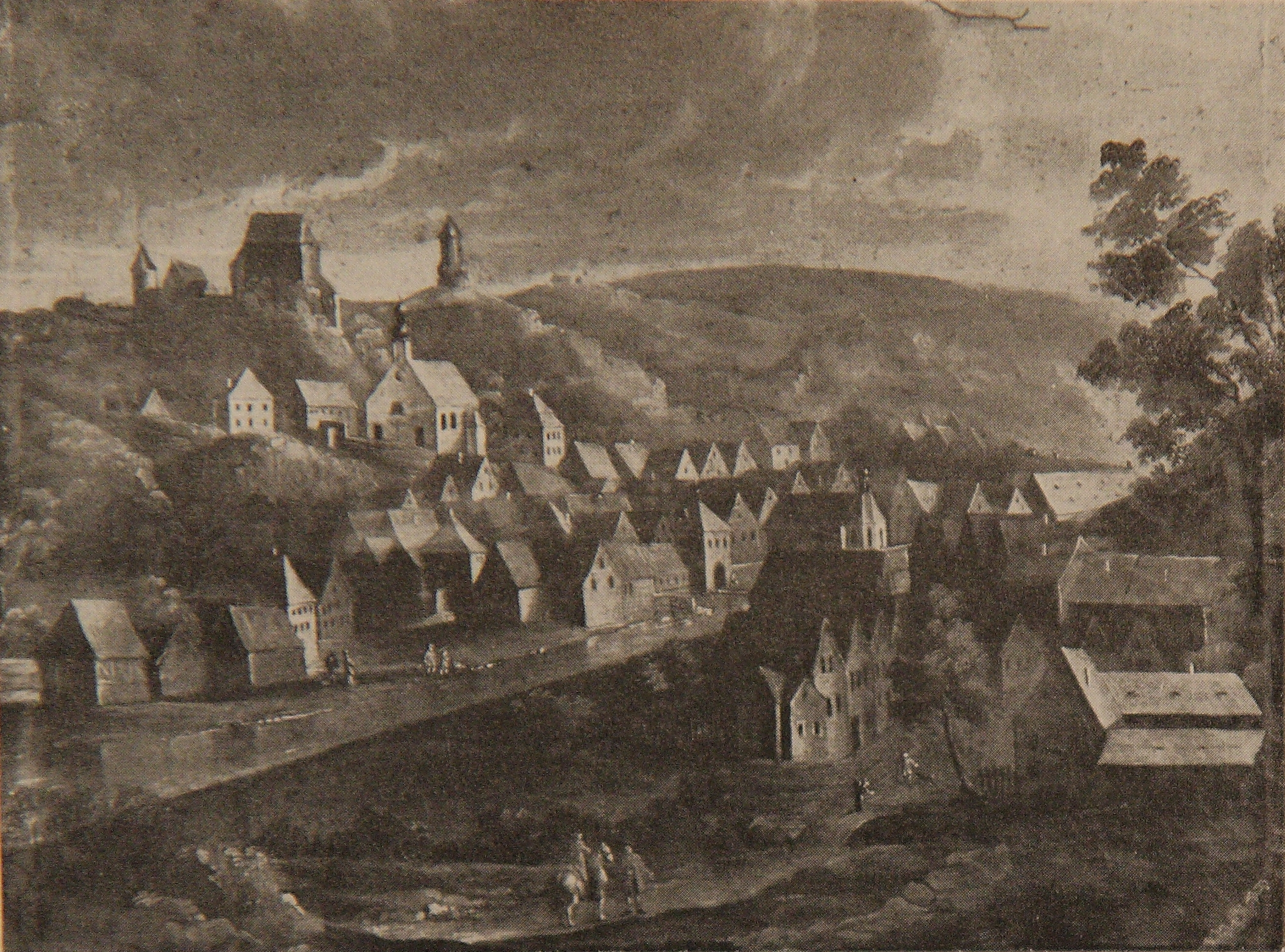
Burg Waischenfeld, nach einem Gemälde (1802) von Sebastian Förtsch

Erste Hinweise auf eine Burg im Ort Waischenfeld stammen aus dem Jahr 1079, als mit „Wirint von Waischenfeld“ ein Mitglied einer bedeutenden Adelsfamilie im Gebiet der mittleren Wiesent urkundlich erwähnt wurde. Die Waischenfelder waren verwandt mit der Dynastenfamilie der Herren von Aufseß.
Die Höhenburg wurde 1122 erstmals urkundlich als „Urbs“ erwähnt. Nach dem Tode des Ulrich von Waischenfeld, des Letzten des Geschlechts derer von Waischenfeld, gelangten nach 1216 Burg und Herrschaft Waischenfeld an Eberhard III. von Greifenstein, der südlich von Waischenfeld eine neue Burg, die Burg Schlüsselberg erbaute. Burg und Stadt Waischenfeld kamen nach dem Tode Konrads II. von Schlüsselberg 1348 in den Besitz des Bistums Bamberg.
1430 wurde die Burg während der Hussitenkriege stark beschädigt, anschließend zwischen 1438 und 1562 vom Bistum wiederholt an Adelige verpfändet.
Eine weitere Zerstörung erfuhr die Burg zwischen 1552 und 1553 im Zweiten Markgrafenkrieg, in dem Markgraf Albrecht Alcibiades von Brandenburg-Kulmbach vor allem die (katholischen) Hochstifte bekämpfte und sich um eine Vormachtstellung in Franken bemühte.
Hierbei wurde die Burg dreimal von den markgräflichen Truppen eingenommen; nach der Plünderung wurde sie am 7. Juni 1553 niedergebrannt.
Das alte Schloss diente seit etwa 1600 als Getreideboden und verfiel langsam. Die Ruine wurde 1876/77 und 1889 endgültig abgebrochen.

## Beschreibung
Der Turm Steinerner Beutel ist das Wahrzeichen der Stadt Waischenfeld. Der etwa 13 Meter hohe romanische Rundturm steht auf einem Kalksteinfelsen und gehörte zum nördlichsten Teil der Burg, dem Rüssenbacher Burggut. Der Turm diente ursprünglich als Bergfried oder bergfriedähnlicher Wartturm mit Hocheingang der Nebenburg.